# イェール建築学校

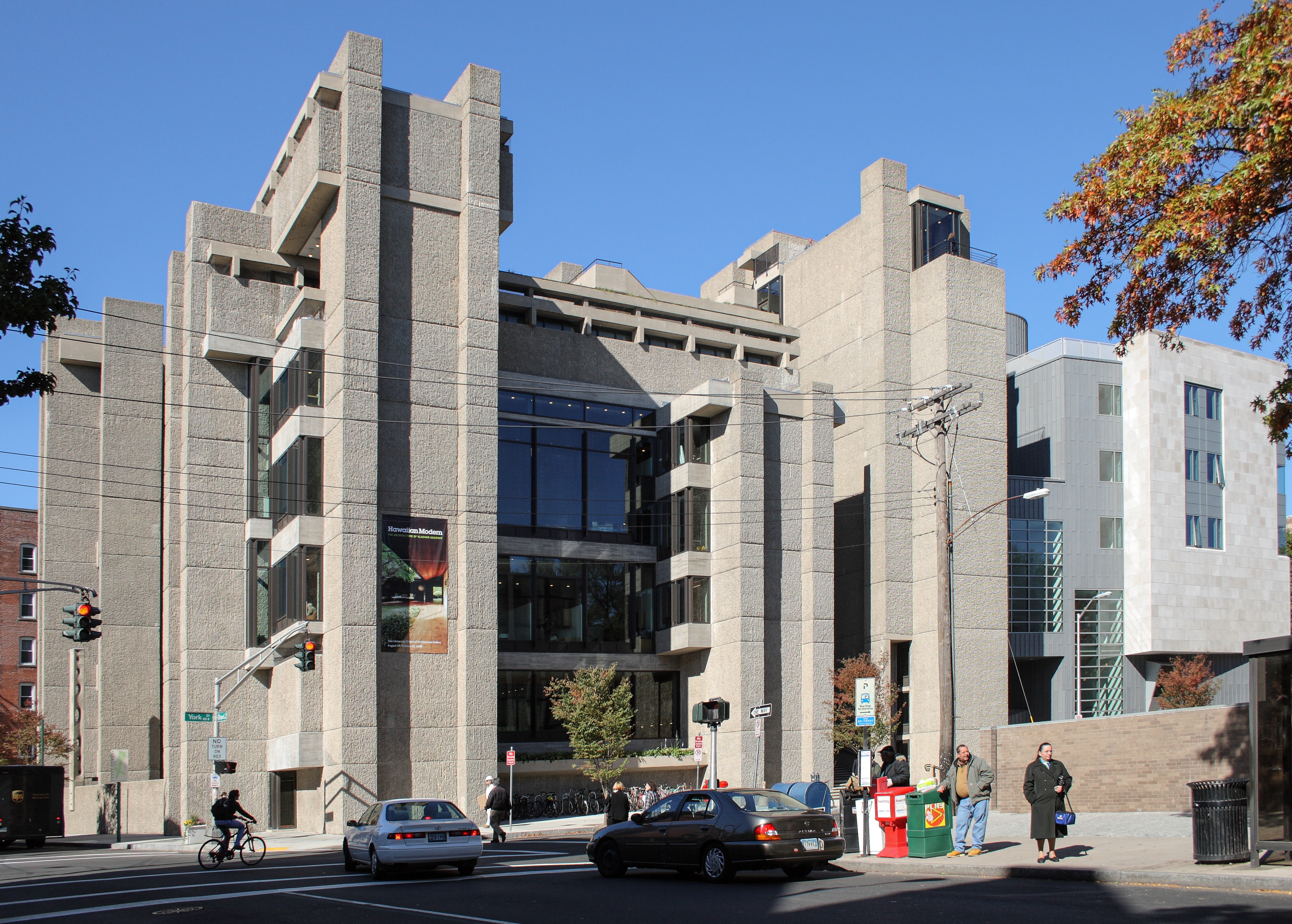
ルドルフ・ホール

イェール建築学校（Yale School of Architecture、YSOA）は、イェール大学の専門職大学院。1916年設立。

## 沿革
- 1832年 イェール美術学校で建築教育が始まる[1]。
- 1916年 イェール美術学校建築科（Department of Architecture）設立[1]。
- 1952年 イェール美術学校がイェール美術建築学校（Yale School of Art and Architecture）に改名される[1][2]。
- 1972年 イェール美術学校（Yale School of Art）、イェール建築学校（Yale School of Architecture）に分離[2]。

## 教育
以下の学位を授与する。
- Master of Architecture
- Master of Environmental Design
- Doctor of Philosophy (PhD) - イェール文理大学院（Graduate School of Arts and Sciences）より授与
- Master of Business Admiration (MBA) - イェール大学経営大学院と共同運営
- Master of Architecture and Master of Environmental Management (MEM) - イェール環境大学院（Yale School of Environment）と共同運営

## 出身者
- 乾久美子